# 霍蘭鎮區 (堪薩斯州迪金森縣)
霍蘭鎮區（英語：Holland Township）為美國堪薩斯州迪金森縣轄下的鎮區。2010年美国人口普查中此鎮區人口有118人。

## 地理
霍蘭鎮區涵蓋總面積為93.7平方（36.18平方英里），其中陸地面積為93.4平方（36.08平方英里），水域面積為0.26平方（0.10平方英里）或0.28%。海拔高度419（1,375英尺）。

## 人口統計
根據2010年美國人口普查，霍蘭鎮區人口有118人，其中男性有63人，女性有55人，人口密度為每平方公里1.26人，住房計55戶。鎮區內的白人有118人，非裔美國人有0人，美洲原住民有0人，亞裔美國人有0人，太平洋島裔美國人有0人，其他種族有0人，混血種族則有0人。此外鎮區內有0人為西班牙裔或拉丁裔美國人。此鎮區之年齡中位數為52.3歲，而男性年齡中位數為52.5歲，女性年齡中位數為52.3歲。

## 交通

### 主要公路
- 4號堪薩斯州州道